# William Matson
Pour les articles homonymes, voir Matson.
William Matson, né le 18 octobre 1849 et mort le 11 octobre 1917, est un capitaine américain, fondateur de la Matson Navigation Company.

## Biographie

### Jeunesse
Wilhelm Mattson est né le 18 octobre 1849 à Lysekil dans le Comté de Västra Götaland en Suède. Il était orphelin pendant son enfance. Il a fréquenté les écoles publiques de la Suède, puis il a interrompu sa scolarité une année pour aller en mer, à l'âge de dix ans.

### Carrière
William est venu à New York en 1863 en tant que garçon de cabine, à l'âge de quatorze ans. Continuant de travailler dans le monde maritime, il est arrivé à San Francisco, en Californie, après un voyage autour du Cap Horn en 1867. Au bout de deux années, il devient le capitaine d'un navire, engagé principalement dans le transport de charbon pour la raffinerie Spreckels Sugar Company (en). Travaillant à bord du yacht de la famille Spreckels, il se lie d'amitié avec le magnat Claus Spreckels, qui voudrait lui financer un grand nombre de nouveaux navires. En 1882, William achète son premier navire appelé Emma Claudina, du nom de la fille de Spreckels.
William avait appris qu'il y avait de l'argent à se faire en transportant le sucre des îles hawaïennes. En 1882, Emma Claudina se dirige vers les îles hawaïennes. L'entreprise a commencé dans la valeur de la marchandise, notamment de magasins de plantation, les îles et revenir avec des cargaisons de sucre. Cela a conduit à étendre progressivement les intérêts aux deux extrémités de la ligne, qui a gardé le rythme avec le développement commercial du pays. En 1887, il vend le Emma Claudina et fait l'acquisition du brigantin Lurline, qui a une capacité de chargement supérieure au double par rapport à celle de l'ancien navire. Il avait bientôt trois navires en cours d'exploitation.
L'augmentation du commerce répond à un intérêt d'Hawaï tout comme une attraction touristique. Cela a été suivi en 1910 par le navire de 146 passagers USS Wilhelmina (ID-2168) (en). Plusieurs navires à vapeur ont continué à se joindre à la flotte. Lorsque William est mort en 1917 à l'âge de soixante-sept ans, la flotte Matson comporte quatorze des plus grands et plus rapides navires modernes dans le service passagers-fret du Pacifique,.
En plus de servir en tant que président de la Matson Navigation Co., Matson était président de Honolulu Consolidated Oil Co., Commercial Petroleum Co., Atlas Wonder Mining Co., et Wonder Waler Co.. En outre, il a servi comme directeur de la National Ice Co., Honolulu Plantation Co.,  Paauhau Sugar Plantation Co., et Hakalau Plantation Co .. L'un des grands honneurs conférés à Matson était sa nomination comme consul de Suède, en lui donnant compétence sur la côte Pacifique (en) des États-Unis.

### Vie personnelle
Il a rencontré Lillie Low en 1888, quand elle était en voyage sur la Lurline à Hilo pour enseigner dans une école missionnaire. Ils se sont mariés en mai, un an plus tard à Hawaï. Une fille, née en septembre 1890, a été appelée Lurline Berenice Matson d'après la légendaire sirène du fleuve Rhin Lorelei, en souvenir du navire où ses parents se sont rencontrés.
- Il est le grand-père de William M. Roth
- Il est le père de William P. Roth.

### Décès
Il est mort le 11 octobre 1917.

## Source principale
- (en) Capt. William Matson (Press Reference Library. Southwest Edition: Being the Portraits and Biographies of Progressive Men of the South-West. "Los Angeles Examiner", Los Angeles: 1912)

## Autres sources
- (en) Cushing, John E. Captain William Matson: From Handy Boy to Ship Owner (Newcomen Society in North America. New York : 1951)
- (en) Benson Adolph B.; Hedin, Naboth Swedes In America (Yale University Press; 1938)